# Blochinger Sandwinkel
Das Gebiet Blochinger Sandwinkel ist ein mit Verordnung vom 7. Oktober 1996 des Regierungspräsidiums Tübingen ausgewiesenes Naturschutzgebiet (NSG-Nummer 4.274) im Nordosten der baden-württembergischen Stadt Mengen im Landkreis Sigmaringen in Deutschland.

## Lage
Das rund 27 Hektar große Naturschutzgebiet Blochinger Sandwinkel gehört naturräumlich zu den Donau-Ablach-Platten. Es liegt etwa zweieinhalb Kilometer nordöstlich der Mengener Stadtmitte in der Gemarkung Blochingen, auf einer durchschnittlichen Höhe von 560 m ü. NN

## Beschreibung
Die stark mäandrierende Donau wurde hier im 19. Jahrhundert auf weiten Strecken begradigt und mit einem Regelprofil ausgebaut. So sollte der Bau einer Eisenbahnlinie und eine bessere Bewirtschaftung der Talaue zu ermöglicht werden. Bei der Renaturierung des Flussbetts erhielt die Donau auf Grundlage alter topographischen Karten aus den Jahren 1821 und 1840 in den Jahren 1991 bis 1993 einen zweiten Arm in Form einer S-Kurve. Dabei wurde auf Uferbefestigungen weitgehend verzichtet, so dass der Fluss bei Hochwasser sein Bett durch Uferabbrüche oder Geschiebeanlandungen selbst gestalten kann.
Die hier erfolgte Maßnahme war das erste ökologisch ausgerichtete Projekt des Integrierten Donau-Programms (IDP), das unter dem Motto „Lebensraum Donau: Erhalten – Entwickeln“ die Menschen der Anliegerkommunen vor dem Hochwasser der Donau schützen und zugleich den Lebensraum Donau als Naturkleinod und Kulturerbe erhalten möchte.

## Schutzzweck
Durch die Ausweisung als Naturschutzgebiet soll der Donaurenaturierungsbereich mit ursprünglichen Kiesrohboden- und Schotterflächen, natürlichen und wiederhergestellten Fließgewässerstrecken, Mulden mit Stillwasserbereichen sowie linsenartigen Aufkiesungen erhalten werden als
- Areal für eine anthropogen ungestörte natürliche Wiederbesiedlung (Sukzession einer biologischen Nullzone),
- landschaftsgeschichtliches Anschauungsobjekt, in welchem unterschiedliche Feuchtegradienten auf engstem Raum vielfältige Habitatsbedingungen bewirken, welche für diesen Donauabschnitt in früherer Zeit landschaftsprägend waren,
- hervorragendes wissenschaftliches Demonstrations‑ und wissenschaftliches Forschungsobjekt für wasserwirtschaftliche und ökologische Studien über die Entwicklung eines Sukzessionsbereichs, in dem häufige Überflutungen, Ufer‑ und Sedimentverlagerungen die Ausbildung einer natürlichen Flusslandschaft mit landschaftstypischem Weichholz-Auewald fördern,
- Naturraum von besonderer Eigenart, Vielfalt und Schönheit, in dem der dynamischen Entwicklung des wiederhergestellten Flussabschnitts der Donau keine einengenden Grenzen gesetzt sind, so dass durch natürliche Erosion und Sedimentation eine für die Donau typische Gewässerlandschaft entstehen kann, die durch wechselnde Flussmorphologie und daraus folgenden Sukzessionsstadien unterschiedliche Lebensräume mit Pionierstandorten für eine Vielzahl seltener oder auch vom Aussterben bedrohte Arten bietet.

Außerdem sollen das alte Donaubett mit seinem Gehölzsaum und angrenzenden Hochstaudenfluren sowie der ehemalige Prallhang mit seinem Auwaldrelikt erhalten werden.

### Partnerschutzgebiete
Das Naturschutzgebiet Blochinger Sandwinkel grenzt an das Landschaftsschutzgebiet „Donau- und Schmeiental“ (4.37.036) und ist Teil sowohl des FFH-Gebiets „Donau zwischen Riedlingen und Sigmaringen“ (7922342) als auch des „Naturparks Obere Donau“.

## Flora und Fauna

### Fauna

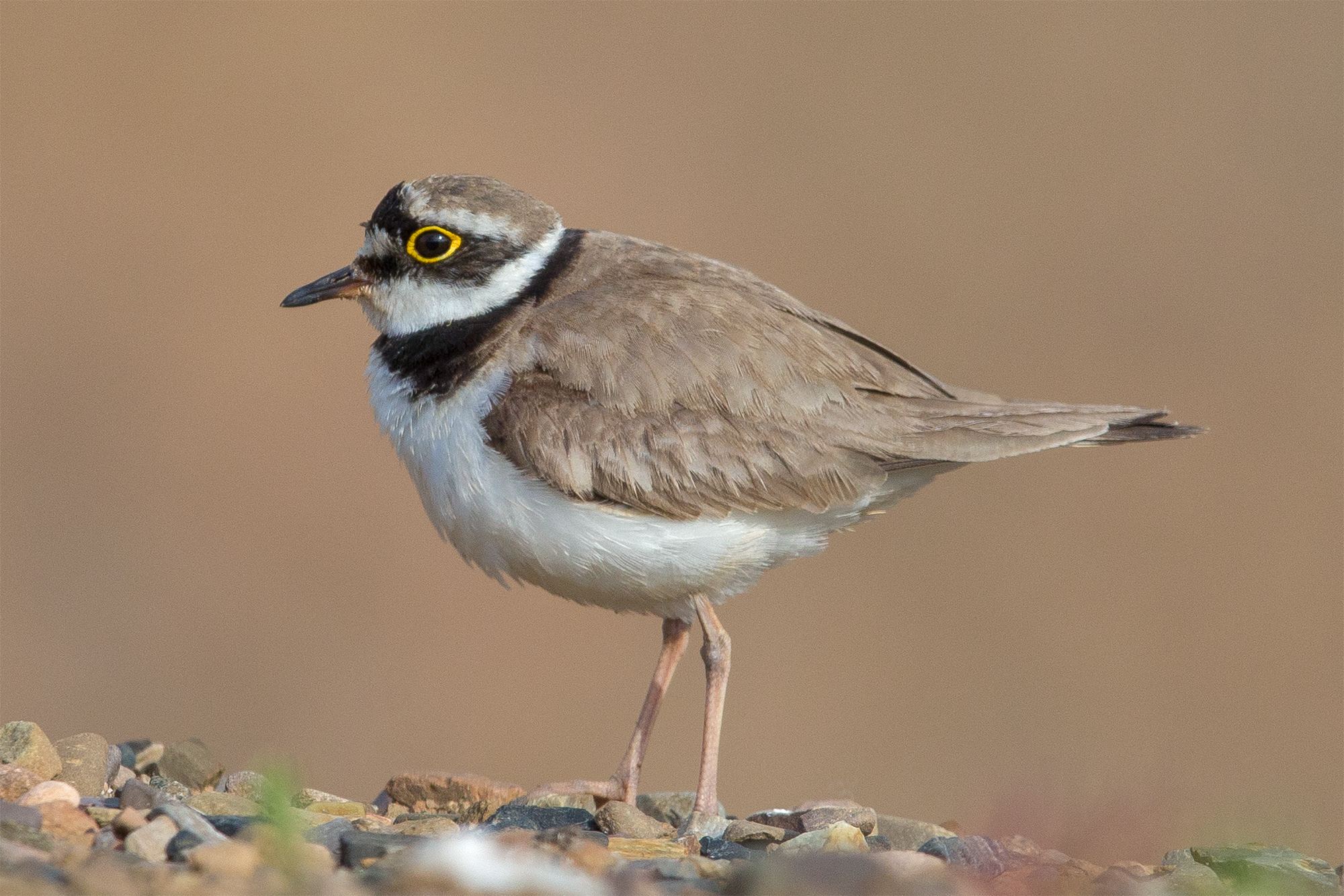
Flussregenpfeifer

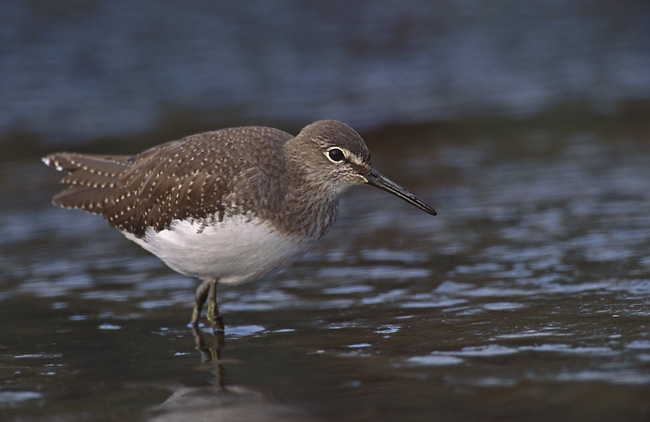
Waldwasserläufer

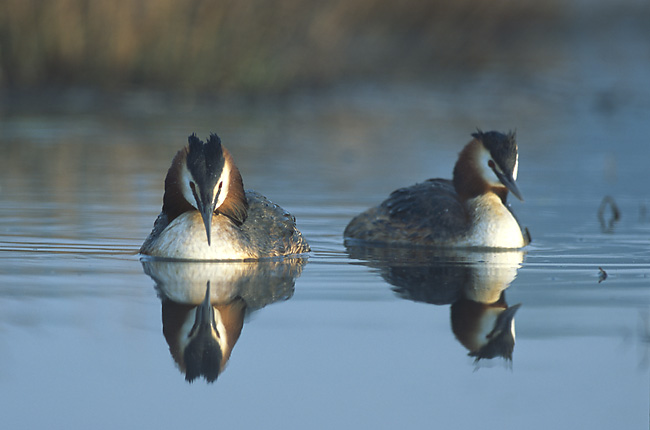
Haubentaucher

Nach Abschluss der Ranturierungsarbeiten wurde das Gebiet von Brutvögeln und Durchzüglern als Ruhe-, Rast- und Nahrungsbiotop angenommen. Insgesamt wurden inzwischen 65 Vogelarten im Schutzgebiet beobachtet, 30 von ihnen stehen auf der Roten Liste gefährdeter Arten. Als „Leitvogel“ für die neugeschaffenen, offenen Kiesflächen der beiden Inseln kann der gefährdete Flussregenpfeifer bezeichnet werden.
Folgende, nach Familien und Arten sortierte Vogelarten (Auswahl) sind im Gebiet Blochinger Sandwinkel erfasst:
- Ammern (Emberizidae): Goldammer (Emberiza citrinella) und Rohrammer oder Rohrspatz (Emberiza schoeniclus)
- Braunellen (Prunellidae): Heckenbraunelle (Prunella modularis)
- Drosseln (Turdidae): Amsel oder Schwarzdrossel (Turdus merula), Misteldrossel (Turdus viscivorus), Singdrossel (Turdus philomelos) und Wacholderdrossel (Turdus pilaris)
- Eigentliche Eulen (Strigidae): Waldohreule (Asio otus)
- Eisvögel (Alcedinidae): Eisvogel (Alcedo atthis)
- Entenvögel (Anatidae): Gänsesäger (Mergus merganser), Höckerschwan (Cygnus olor), Stockente (Anas platyrhynchos) und Tafelente (Aythya ferina)
- Falkenartige (Falconidae): Baumfalke (Falco subbuteo), Turmfalke (Falco tinnunculus) und Wanderfalke (Falco peregrinus)
- Fasanenartige (Phasianidae): Fasan (Phasianus colchicus) und Rebhuhn (Perdix perdix)
- Finken (Fringillidae): Bergfink oder Nordfink (Fringilla montifringilla), Berghänfling (Carduelis flavirostris), Buchfink (Fringilla coelebs), Gimpel oder Dompfaff oder Blutfink (Pyrrhula pyrrhula), Girlitz (Serinus serinus) – kleinste europäische Finkenart, Grünfink (Chloris chloris) und Stieglitz oder Distelfink (Carduelis carduelis)
- Fischadler (Pandionidae): Fischadler (Pandion haliaetus)
- Fliegenschnäpper (Muscicapidae): Braunkehlchen (Saxicola rubetra), Hausrotschwanz (Phoenicurus ochruros) und Rotkehlchen (Erithacus rubecula)
- Grasmückenartige (Sylviidae): Dorngrasmücke (Sylvia communis), Fitis (Phylloscopus trochilus), Gartengrasmücke (Sylvia borin), Klapper- oder Zaungrasmücke (Sylvia curruca), Mönchsgrasmücke (Sylvia atricapill) und Zilpzalp oder Weidenlaubsänger (Phylloscopus collybita)
- Habichtartige (Accipitridae): Habicht (Accipiter gentilis), Kornweihe (Circus cyaneus), Mäusebussard (Buteo buteo), Rohrweihe (Circus aeruginosus), Rotmilan (Milvus milvus) – auch Gabel- oder Königsweihe genannt, Schwarzmilan (Milvus migrans) und Sperber (Accipiter nisus)
- Kleiber (Sittidae): Kleiber (Sitta europaea)
- Kormorane (Phalacrocoracidae): Kormoran (Phalacrocorax carbo)
- Kuckucke (Cuculidae): Kuckuck (Cuculus canorus)
- Lappentaucher (Podicipedidae): Haubentaucher (Podiceps cristatus) und Zwergtaucher (Tachybaptus ruficollis)
- Lerchen (Alaudidae): Feldlerche (Alauda arvensis)
- Meisen (Paridae): Blaumeise (Cyanistes caeruleus), Kohlmeise (Parus major) und Sumpf- oder Nonnenmeise (Poecile palustris)
- Möwen (Laridae): Lachmöwe (Chroicocephalus ridibundus)
- Pirole (Oriolidae): Pirol (Oriolus oriolus)
- Rabenvögel (Corvidae): Aaskrähe (Corvus corone), Eichelhäher (Garrulus glandarius) und Elster (Pica pica)
- Rallenvögel (Rallidae): Blässhuhn (Fulica atra) und Teichralle (Gallinula chloropus)
- Regenpfeifer (Charadriidae): Flussregenpfeifer (Charadrius dubius) und Kiebitz (Vanellus vanellus)
- Reiher: Graureiher oder Fischreiher (Ardea cinerea)
- Rohrsängerartige (Acrocephalidae): Gelbspötter (Hippolais icterina) und Sumpfrohrsänger (Acrocephalus palustris)
- Schnepfenvögel (Scolopacidae): Bekassine (Gallinago gallinago), Bruchwasserläufer (Tringa glareola), Flussuferläufer (Actitis hypoleucos), Grünschenkel (Tringa nebularia), Rotschenkel (Tringa totanus) und Waldwasserläufer (Tringa ochropus)
- Schwalben (Hirundinidae): Mehlschwalbe (Delichon urbicum) und Uferschwalbe (Riparia riparia)
- Segler (Apodidae): Mauersegler (Apus apus)
- Seeschwalben (Sternidae): Fluss-Seeschwalbe (Sterna hirundo)
- Spechte (Picidae): Buntspecht (Dendrocopos major) und Wendehals (Jynx torquilla)
- Sperlinge (Passeridae): Feldsperling (Passer montanus)
- Stare (Sturnidae): Star (Sturnus vulgaris)
- Stelzen und Pieper (Motacillidae): Bachstelze (Motacilla alba), Baumpieper (Anthus trivialis), Bergpieper (Anthus spinoletta), Gebirgsstelze oder Bergstelze (Motacilla cinerea) und Schafstelze (Motacilla flava)
- Tauben (Columbidae): Hohltaube (Columba oenas), Ringeltaube (Columba palumbus) und Turteltaube (Streptopelia turtur)
- Wasseramseln (Cinclus): Wasseramsel oder Eurasische Wasseramsel (Cinclus cinclus)
- Würger (Laniidae): Neuntöter oder Rotrückenwürger (Lanius collurio)
- Zaunkönige (Troglodytidae): Zaunkönig (Troglodytes troglodytes)

Des Weiteren leben im Schutzgebiet die FFH-Arten Bachneunauge und Bitterling.